# Karjasaari (öar)
Karjasaari är öar i Finland.   De ligger i den ekonomiska regionen  Kotka-Fredrikshamn  och landskapet Kymmenedalen, i den södra delen av landet, 100 km öster om huvudstaden Helsingfors.